# Bercuta
Bercuta es una pedanía perteneciente al municipio de Chelva, Valencia, en la Comunidad Valenciana, España. Está situada unos 8 km al sur de Chelva. En la actualidad está deshabitada.

## Geografía física
Está situada en el margen izquierdo del río Turia, sobre la hoz que forma dicho río a su paso por la región.

## Historia
La aldea aparece mencionada en el Diccionario de Madoz (1845-1850) con el nombre de Bermuta, donde se afirma que cuenta con una ermita propiedad de los aldeanos, que sigue en pie en la actualidad. En 1960 contaba con 4 habitantes, y actualmente está oficialmente despoblada, aunque cuenta con segundas residencias.

## Patrimonio
- Ermita de la Virgen de la Presentación: se trata de una construcción de pequeño tamaño y planta cuadrada, edificada en mampuesto. El frontón es curvilíneo con espadaña en el vértice. Arriba de la puerta cuenta con dos óculos. En su interior se halla un retablo de madera con oleografía de San Antonio de Padua, junto con otras pinturas.[4]